# Каспийская область
 Каспийская область  — одна из областей Российской империи. Центр области — Шемаха.

## История
Каспийская область была образована в разгар Кавказской войны, на основании закона об административной реформе, утверждённого императором Николаем I 22 апреля (10 апреля) 1840 года под названием «Учреждение для управления Закавказским краем».
Согласно новой системе административно-территориального устройства, в состав Каспийской области вошли семь уездов: Ширванский, Карабахский, Шекинский, Талышинский, Бакинский, а также выделенные в особый военный округ Дербентский и Кубинский уезды, граничившие с Дагестаном, где продолжалась борьба горцев за независимость. Т. о. Каспийская область охватила собой территорию древнего Аррана, наряду с сопредельными армянскими и южнодагестанскими землями.
Закон 10 апреля 1840 года внёс существенные изменения в систему местных органов управления. Прежние учреждения были заменены новыми — областными, уездными и участковыми, функционировавшими на тех же началах, что и во внутренних губерниях России.
Органы управления Каспийской областью составляли: Областной начальник, Областное правление, Казённая палата, Палата государственных имуществ, Палата уголовного и гражданского суда, Часть прокурорская. К составу Областного управления принадлежали находившиеся в непосредственной зависимости от начальника Области комитеты: о земских повинностях и оспенный.
25 декабря 1840 года в Шемахе, член Государственного совета, сенатор, тайный советник барон Павел Ган, в торжественной обстановке, открыл Каспийское областное правление. К 1 января 1841 года реформа повсеместно была введена в действие.
Высочайшим указом от 14 декабря 1846 года были внесены изменения в административно-территориальную организацию Закавказья. Весь край был разделён на четыре губернии: Тифлисскую, Кутаисскую, Шемахинскую и Дербентскую; Каспийская область была упразднена.

## Герб
Герб Каспийской области был Высочайше утверждён 26 мая 1843 года. Описание герба: 
Щит, имеющий золотое поле, разделен на четыре части. В двух верхних частях изображены: с правой стороны стоящий тигр, а с левой вылетающий струями из земли воспламененный газ; в двух нижних частях помещены: с правой стороны голубая полоса, означающая Каспийское море, а с левой хребет гор, из коих некоторые имеют снежную вершину. Вверху щита Императорский коронованный орел прикрывает его своими крыльями.

## Начальники Каспийской области[7]
- 1841—1842 — Ашеберг, Николай Фёдорович, и. д. начальника, полковник.
- 1842—1844 — Иванов, Аполлон Алексеевич, генерал-майор.
- 1844—1846 — барон Врангель, Александр Евстафьевич, полковник (c 1845 г. генерал-майор).